# Баруміні
Баруміні (італ. Barumini, сард. Barùmini) — муніципалітет в Італії, у регіоні Сардинія,  провінція Медіо-Кампідано.
Баруміні розташоване на відстані близько 390 км на південний захід від Рима, 55 км на північ від Кальярі, 18 км на північний схід від Санлурі, 36 км на північний схід від Віллачідро.
Населення — 1292 особи (2014).
Покровитель — San Sebastiano.

## Демографія
Населення за роками:

Станом на 1 січня 2023 року в муніципалітеті офіційно проживало 8 іноземців з 5 країн, серед них 5 громадян країн Євросоюзу.

## Сусідні муніципалітети
- Джерджеї
- Джестурі
- Лас-Плассас
- Туїлі
- Віллановафранка